# Софроний (Семёнов)
Епископ Софро́ний (в миру Серге́й Миха́йлович Семёнов; род. 28 ноября 1970) — архиерей Русской православной церкви, епископ Нарьян-Марский и Мезенский.
Тезоименитство — 11 (24) марта (память преподобного Софрония Печерского).

## Биография
Родился 28 ноября 1970 года в в селе Невонка Богучанского района Красноярского края.
В 1988—1991 годы учился в Омском лётно-техническом училище им. А. В. Ляпидевского по специальности «техник по наземным средствам самолётовождения и посадки».
В 1994 года поступил в Свято-Троицкий Туруханский мужской монастырь Норильской епархии, где до 1997 года был послушником.
5 апреля 1997 года иеромонахом Агафангелом (Дайнеко) пострижен в иночество с наречением имени Амвросий в честь преподобного Амвросия Оптинского. 21 мая 1997 года епископом Красноярским и Енисейским Антонием (Черемисовым) рукоположен в сан диакона. 23 августа того же года иеромонахом Агафангелом (Дайнеко) пострижен в монашество с наречением имени Софроний в честь преподобного Софрония, затворника Печерского. 14 октября 1997 года епископом Антонием рукоположен в сан иеромонаха.
С 1997 по 2015 год нёс послушание благочинного Свято-Троицкого Туруханского монастыря.
В 2002—2007 годы параллельно заочно учился в Томской духовной семинарии. 
10 июля 2014 года назначен и. о. настоятеля Свято-Троицкого Туруханского монастыря. 25 декабря 2014 года решением Священного Синода Русской православной церкви назначен настоятелем Свято-Троицкого Туруханского монастыря. 4 марта 2015 года в Свято-Троицком монастыре села Туруханск епископом Норильском и Туруханском Агафангелом (Дайнеко) возведён в сан игумена. По окончании Литургии епископ Агафангел вручил игумену Софронию игуменский жезл.
10 сентября 2015 года поступил в магистратуру Московской духовной академии сектора заочного обучения Московской духовной академии.
В 2017 году заочно окончил магистратуру Московской духовной академии.

### Архиерейство
20 марта 2025 года решением Священного Синода избран избран Преосвященным Нарьян-Марским и Мезенским, главой Нарьян-Марской епархии.
22 марта 2025 года в кафедральном соборе иконы Божией Матери «Всех скорбящих Радость» города Норильска епископом Норильским и Туруханским Агафангелом возведён в сан архимандрита.
12 апреля 2025 года в Тронном зале кафедрального соборного Храма Христа Спасителя в Москве состоялось наречение архимандрита Софрония во епископа Нарьян-Марского.
11 мая в кафедральном соборном храме Христа Спасителя рукоположен во епископа. Хиротонию совершили Патриарх Московский и всея Руси Кирилл, митрополит Архангельский и Холмогорский Корнилий (Синяев), митрополит Симферопольский и Крымский Тихон (Шевкунов), митрополит Звенигородский Арсений (Перевалов), епископ Котласский и Вельский Василий (Данилов), епископ Норильский и Туруханский Агафангел (Дайнеко); епископ Плесецкий и Каргопольский Александр (Зайцев), епископ Раменский Алексий (Туриков).
24 июля 2025 года освобождён от обязанностей игумена Свято-Троицкого мужского монастыря.